# Завильгельский, Дмитрий Геннадиевич
Дми́трий Генна́диевич Завильге́льский (род. 11 мая 1973, Москва) — российский режиссёр документального кино.

## Биография
В 1995 г. окончил Факультет почвоведения МГУ, затем Высшие курсы сценаристов и режиссёров (1998, мастерскую Леонида Гуревича).
В качестве автора сценария и режиссёра снял более 40 документальных фильмов для государственных телеканалов, Министерства культуры, частных и федеральных киностудий и как независимый продюсер.
Призёр отечественных и зарубежных кинофестивалей.
В 2007 году открыл Интернет-портал «Виртуальный кинотеатр документального кино» с целью пропаганды отечественных авторов-документалистов и их работ.
В 2011 основал киноклуб документального кино «FILMDOCRU в кафе "МАРТ"».
В 2019 году в издательстве "АРХЭ" вышла его книга "Как снимать документальное кино"
C 2020 года совместно со Светланой Быченко руководит Мастерской документального кино на Высших курсах сценаристов и режиссёров имени Г. Н. Данелии

## Фильмография
- 1997 — «Необыкновенный концерт», 10 мин, учебная работа (Высшие курсы сценаристов и режиссёров).
- 1997 — «День Победы», 5 мин, учебная работа (Высшие курсы сценаристов и режиссёров).
- 1997 — «Он был почти что знаменит», 26 мин, курсовая работа, документальный телевизионный (ТВЦ, Высшие курсы сценаристов и режиссёров, АНО — «Интерньюс»).
- 1998 — «И откуда я такой», 26 мин, диплом на Высших курсах, документальный телевизионный (ТВЦ).
- 1998 — «Улица полна неожиданностей», учебный сериал по правилам дорожного движения для детей (киностудия научно-популярного кино «Кварт»).
- 1999 — «И вновь я посетил», 13 мин, документальный (студия НЭЦКИ Саввы Кулиша, цикл — «100 фильмов о Москве»).
- 2000 — «Путешествие к центру Земли», 26 мин, документальный (киностудия «Гранат» при поддержке Министерства культуры РФ).
- 2002 — «Жила-была цензура», 4 серии по 26 мин, документальный сериал (совместно с А. Шипулиным, канал «Культура»).
- 2002 — «На кромке Бытия», 26 мин, документальный (Студия — «ОЛС» при поддержке Министерства культуры РФ).
- 2002 — «Другое лицо?», 26 мин, документальный (студия НЭЦКИ Саввы Кулиша, цикл — «100 фильмов о Москве»).
- 2002 — «Прости, Латвия. Извини, Россия!», 39 мин, документально-публицистический (Грант правительства Москвы).
- 2003 — «Пол Маккартни, 73 часа в России», 56 мин, документальный (совместно с Максимом Капитановским, Алексеем Шипулиным, производство — «Альфа-банк», продюсер Александр Гафин).
- 2003 — «Этнография сновидений», 44 мин, документальный (студия «ОЛС» при поддержке Министерства культуры РФ).
- 2004 — «Во всём прошу винить Битлз», 44 мин, документальный телевизионный (совместно с Максимом Капитановским, канал «Россия»).
- 2005 — «Когда мы вернёмся…», 26 мин, документальный телевизионный (канал ТВЦ).
- 2007 — «Последняя роль Георгия Юматова», 44 мин, документальный телевизионный фильм (совместно с Виктором Невежиным, канал «Россия»).
- 2007 — «Роберт Рождественский. Я вытянул чужой билет», 39 мин, документальный телевизионный (совместно с Виктором Невежиным, канал ТВЦ).
- 2007 — «HOMO LUDENS», 20 мин, документальный (студия — «СЛОНИКо» при поддержке Министерства культуры РФ).
- 2007 — «Дорога на Марс», 26 мин, научно-популярный (при поддержке Министерства культуры РФ).
- 2008 — «Всё это телевидение. Времена перемен», 76 мин, документальный сериал (совместно с М. Б. Дегтярём при поддержке Министерства культуры РФ).
- 2009 — «Наука и жизнь Александра Ермакова», 20 мин, документальный, продюсер Дмитрий Завильгельский, собственное финансирование.
- 2009 — «Сказочные красавицы», 44 мин, документальный телевизионный (канал «Россия»).
- 2011 — «Возвращение Александра Сергеевича в Россию», 44 минуты, документальный, студия — «Риск-Фильм» при поддержке Министерства культуры РФ.
- 2011 — «Бронза для героев», 23 мин, документальный, — «Фора-фильм», продюсер Андрей Разумовский.
- 2012 — «Химики», 44 минуты, документальный, студия — «Риск-Фильм» при поддержке Министерства культуры РФ.
- 2013 — «Банный остров», 30 мин, документальный, производство фирмы — «Теклар».
- 2013 — «Когда-то мы были звёздами», 30 мин, научно-популярный, студия — «Риск-Фильм» при поддержке Министерства культуры РФ
- 2014 — «Дед, Василий и Квадрат», 37 минут, документальный, студия — «Риск-Фильм» при поддержке Министерства культуры РФ.
- 2015 — «В ожидании волн и частиц», 78 минут, документальный, научно-популярный, студия — «Риск-Фильм» при поддержке Министерства культуры РФ и Государственного Политехнического музея.
- 2017 — «Измеритель удачи», 39 минут, документальный, студия «Р» при поддержке Министерства культуры РФ.
- 2017 — «Диссернет. Эволюция альтруизма», 50 минут, научно-популярный, продюсер Дмитрий Завильгельский, коллективное финансирование на Planeta.ru.
- 2018 — «FuckingBrain», 50 минут, научно-популярный, производство научно-популярного сетевого издания «22 век»[3]
- 2019 — «Любители в космосе», 39 минут, документальный, студия «Дельта-Продакшн» при поддержке Министерства культуры РФ
- 2019 — «Магический обтюратор», 44 минуты, научно-популярный, студия «Риск-Фильм» при поддержке Министерства культуры РФ.
- 2019 — «Пропасть. Робот-коллектор», 39 минут, научно-популярный, канал «Россия-Культура».
- 2020 — «День антрополога Дробышевского», 44 минуты, научно-популярный, коллективное финансирование на Planeta.ru[4]
- 2021 — «Шульган-Таш (Тайны Каповой пещеры)», 39 минут, научно-популярный, студия «Дельта-Продакшн» при поддержке Министерства культуры РФ
- 2021 — «Хроники Нубийской экспедиции», 60 минут, научно-популярный, студия «Дельта-Продакшн» при поддержке Фонда История отечества
- 2021 — «В поисках сельских утопий», 70 минут, документальный, студия «Дельта-Продакшн» при поддержке Фонда Розы Люксембург[5]
- 2021 — «Найти упавшую звезду», 27 минут, документальный, студия «Дельта-Продакшн» при поддержке Министерства культуры РФ
- 2021 - "Андрей Сахаров. По ту сторону окна...", 70 минут, документальный, студия "Дельта-Продакшн" при поддержке Министерства культуры РФ и Фонда "История Отечества"
- 2022 - "Слово правды Михаила Пришвина", 39 минут, документальный, студия "Дельта-Продакшн" при поддержке Фонда "История Отечества"
- 2022 - "Не только пастила", 25 минут, документальный, студия "Дельта-Продакшн" при поддержке Фонда поддержки регионального кинематографа
- 2022 - "Хранитель", 60 минут, документальный, студия "Дельта-Продакшн" при поддержке Министерства культуры РФ
- 2022 -   "Миры профессора Бобровского", 39 минут, документальный, студия "РИСК-ФИЛЬМ" при поддержке Министерства культуры
- 2023 - "Мумии возвращаются", 39 минут, документальный, студия "Дельта-Продакшн" при поддержке Министерства культуры РФ
- 2023 - "Старое радио", 39 минут, документальный, студия "РИСК-ФИЛЬМ" при поддержке Министерства культуры РФ
- 2024 - "Лётные характеристики крошечных жуков", 39 мин, научно-популярный, студия "Дельта-Продакшн" при поддержке Министерства культуры РФ
- 2024 - "Прогулки по звёздным мирам", 39 мин, научно-популярный, студия "РИСК-ФИЛЬМ" при поддержки Министерства культуры РФ
- 2025 - "Жизнь в ЛяМиноре", 45 мин, документальный, продюсер Дмитрий Завильгельский, коллективное финансирование на Planeta.ru.

Участие в других проектах:
- 2006 — «Степь» — монтаж, исполнительный продюсер.
- 2007 — «Не стреляйте в музыкантов» — монтаж.
- 2008 — «Восхождение» — оператор.
- 2010 — «Не бросайте пять копеек» — монтаж, оператор.
- 2010 — «Довидео» — монтаж.

## Призы и награды
- 1997 — 3-я премия в категории «Неигровое кино» на IV Открытом Российском ежегодном конкурсе студенческих и дебютных фильмов на соискание национальных премий «Св. Анны» («Он был почти что знаменит»)
- 1998 — Специальный приз жюри фестиваля «Московский пегас» («И откуда я такой…»)
- 2002 — Приз фонда Астафьева на МКФ «Послание к человеку» в Санкт-Петербурге («На кромке Бытия»)
- 2003 — Приз за лучший короткометражный фильм на МКФ Cinema du reel в Париже («На кромке Бытия»)
- 2003 — Специальное упоминание жюри фестиваля «Cinema Huesca», Испания («На кромке Бытия»)
- 2003 — Номинация на национальную премию "Лавр" в области неигрового кино и телевидения в категории «Лучший фильм на киноплёнке» («На кромке Бытия»)
- 2004 — Приз зрительских симпатий и специальное упоминание жюри фестиваля «Россия», Екатеринбург («Пол Маккартни. 73 часа в России»)
- 2004 — Серебряный Пегас фестиваля «Послание к Человеку» («Пол Маккартни. 73 часа в России»)
- 2004 — 1 место в конкурсе VII Евразийского телефорума («Пол Маккартни. 73 часа в России»)
- 2009 — Номинация на ТЭФИ в категории «Лучший документальный сериал» («Всё это ТВ»)
- 2009 — Специальные дипломы фестивалей «Профессия — журналист» и «Сталкер», Москва («Всё это ТВ»)
- 2010 — Гран-при фестиваля «Золотая сеть» («Пол Маккартни. 73 часа в России»)
- 2010 — Главный приз фестиваля «Флаэртиана-онлайн», Пермь («Этнография сновидений»)
- 2011 — Номинация на национальную премию "Лавр" в области неигрового кино и телевидения ("Возвращение Александра Сергеевича в Россию")
- 2012 — Главный приз фестиваля "Флаэртиана-онлайн", Пермь ("Возвращение Александра Сергеевича в Россию")
- 2013 — Номинация на национальную премию "Лавр" как лучший научно-популярный ("Когда-то мы были звёздами")
- 2014 — Приз зрительских симпатий на фестивале "Соль Земли", Самара  ("Дед, Василий и Квадрат").
- 2015 — Приз Медиажюри фестиваля "360 градусов", Москва ("В ожидании волн и частиц").
- 2015 — Номинация на национальную премию "Лавр" за лучший научно-популярный фильм «В ожидании волн и частиц».
- 2017 — Диплом жюри фестиваля «Сталкер», Москва («Диссернет. Эволюция альтруизма»)
- 2017 — Диплом жюри фестиваля «Кунаки», Сухуми («Диссернет. Эволюция альтруизма»)
- 2018 — Номинация на национальную премию "Лавр" за лучший научно-популярный фильм «Fucking Brain»
- 2019 — Приз кинопрессы и Специальное упоминание жюри фестиваля «Россия», Екатеринбург («Пропасть. Робот-коллектор»)
- 2019 — Номинация на национальную премию "Лавр" как лучший научно-популярный фильм — «Магический обтюратор»
- 2021 — Номинация на национальную премию "Лавр" как лучший научно-популярный фильм — "Шульган-Таш"(Тайны Каповой пещеры)
- 2022 — Премия «Лавровая ветвь» за лучший научно-популярный, просветительский фильм — «Андрей Сахаров. По ту сторону окна»[6]

- 2022  — Главный приз за лучший документальный фильм XХVIII  фестиваля «Сталкер» -  «Андрей Сахаров. По ту сторону окна»
- 2022 -  Приз управления верховного комиссара оон по правам человека (УВКПЧ ООН)  XХVIII  фестиваля «Сталкер» -  «Андрей Сахаров. По ту сторону окна»
- 2022 -  Специальный Приз Жюри кинопрессы  XХVIII  фестиваля «Сталкер» -— «Андрей Сахаров. По ту сторону окна»
- 2023  - Приз за лучший полнометражный фильм  XXXIV Открытого фестиваля документального кино «РОССИЯ» - фильм «Хранитель»
- 2023 - XVI  Международный фестиваль «Соль земли» Диплом жюри «За оригинальный взгляд на мир учёного» фильму «Миры профессора Бобровского»